# Explosivo binario
Un explosivo binario o explosivo de dos componentes es un explosivo compuesto por dos componentes, ninguno de los cuales es explosivo por sí mismo, que deben mezclarse para convertirse en explosivo. Ejemplos de explosivos binarios comunes incluyen Oxyliquit (oxígeno líquido/polvo combustible), ANFO (nitrato de amonio/aceite combustible), Kinestik (nitrato de amonio/nitrometano), Tannerita y amonal (nitrato de amonio/aluminio), y FIXOR (nitroetano/sensibilizador físico).
Los explosivos binarios se utilizan a menudo en aplicaciones comerciales debido a sus mayores necesidades de seguridad de manipulación.

## Ley

### Estados Unidos
En los Estados Unidos, en los estados en los que no existe una norma más estricta, las regulaciones ATF permiten que los componentes de algunos explosivos binarios se compren legalmente, cuando ninguno de ellos es un explosivo por sí mismo. La ATF advierte: «Quienes fabrican explosivos exclusivamente para su uso personal, no comercial (por ejemplo, prácticas de tiro al blanco) no necesitan una licencia o permiso federal para explosivos». Una persona con prohibición (es decir, a quien la ley federal le prohíbe comprar o poseer un arma de fuego) no puede poseer legalmente explosivos mixtos. Los explosivos para prácticas legales de tiro deben usarse una vez mezclados: cualquier transporte, almacenamiento o uso comercial de explosivos mezclados está sujeto a las leyes federales sobre explosivos, y no pueden transportarse en forma mezclada sin seguir regulaciones estrictas que incluyen seguro, embalaje, señalización en el vehículo de transporte, polvorines de almacenamiento, etc.
Varias normas también rigen el almacenamiento de explosivos sin mezclar. Como oxidantes y combustibles, los componentes no mezclados todavía tienen algunas restricciones de envío en los Estados Unidos.
Una ley de Maryland, diseñada específicamente para prohibir la venta o posesión de productos de consumo que contengan componentes explosivos binarios (como los blancos para rifles de la marca Tannerite ), entró en vigor el 1 de octubre de 2012 y amplió la definición de explosivo para incluir, además de «bombas y dispositivos destructivos diseñados para funcionar mediante acción química, mecánica o explosiva», «dos o más componentes que se anuncian y venden juntos, con instrucciones sobre cómo combinarlos para crear un explosivo».
El 5 de agosto de 2013, el Servicio Forestal de los Estados Unidos (USFS) y la oficina del Fiscal de los Estados Unidos en Denver anunciaron que el USFS está implementando una orden de cierre para prohibir el uso de explosivos no permitidos, particularmente objetivos explosivos, en todas las tierras del USFS en la Región de las Montañas Rocosas. Esta región incluye bosques y pastizales nacionales en los estados de Colorado, Wyoming, Kansas, Nebraska y Dakota del Sur . Según el USFS, al menos 16 incendios forestales en los estados del Oeste habían estado asociados con objetivos explosivos. Extinguir los incendios costó más de 33 millones de dólares.  El USFS ya ha implementado una prohibición similar en Washington, Oregón y Montana . La Oficina de Administración de Tierras ha prohibido el uso de todos los objetivos explosivos en tierras de la BLM en Utah. 
En el estado de Nueva York, una ley de 2020 incluyó los explosivos binarios, incluida la tannerita, en la definición de "explosivos" que requieren un permiso para su compra, propiedad, posesión, transporte o uso dentro del estado. 